# Iput'
L'Iput' (in russo Ипуть?; in bielorusso: Іпуць), è un fiume della Bielorussia e della Russia europea, affluente di sinistra del Sož. Scorre nell'ordine: nella regione di Mahilëŭ (Bielorussia) nelle oblast' di Smolensk e di Brjansk (Russia) e nella regione di Homel' (Bielorussia).

## Descrizione
L'Iput' è il maggior affluente del Sož e il suo tratto più lungo si trova nell'oblast' di Brjansk. Il fiume è navigabile nel corso inferiore. Ha una lunghezza di 437 km, l'area del suo bacino è di 10 900 km². Ha origine sulle alture di Smolensk, il suo bacino si trova sul versante occidentale del Rialto centrale russo e nella parte settentrionale del bassopiano del fiume Dnepr; confina a est e a sud con il bacino del fiume Desna e a ovest con il bacino del Besed'.
Il letto del fiume è debolmente ramificato e in alcuni punti molto tortuoso. Le sponde sono ripide e scoscese. La sponda sinistra è generalmente più piatta e bassa. La sua larghezza nel tratto superiore va da 1,5 a 12 m, poi aumenta a 20-50 m. Nella parte alta il paesaggio è collinare, il resto dell'area è pianeggiante, per il 27% ricoperta da foreste. Nelle città di Suraž e Dobruš sono state erette delle dighe. Sfocia nel fiume Sož nella città di Homel' (Bielorussia). Il fiume gela dalla fine di novembre sino alla fine di marzo - inizio aprile.
La portata media dell'acqua è di 83,4 m³/s vicino al villaggio di Novye Boboviči (a 109 km dalla foce); di 55,6 m³/s alla foce. I suoi maggiori affluenti provengono tutti dalla sinistra idrografica: Uneča (lungo 105 km), Navda (96 km), Voronusa (92 km) e Voronica (74 km).